# Daniel Odimbossoukou
Daniel Odimbossoukou est un acteur et dramaturge gabonais, parfois crédité sous les variantes Daniel Odinbossoukou ou Daniel Odim Bossoukou né le 2 septembre 1945 à Lambaréné (Gabon) et mort le 29 septembre 1989 à Libreville (Gabon).

## Formation
Il fait partie d’une génération d’acteurs formés dans une tradition de théâtre scolaire au Gabon, notamment au Collège protestant de Lambaréné, une des rares écoles théâtrales gabonaises ayant permis à ses élèves d’accéder au cinéma. Parmi ses condisciples figurent notamment Ndong Damas

## Carrière au cinéma
Daniel Odimbossoukou a été directeur du théâtre gabonais et a joué dans plusieurs films dont les plus notables sont : 

### Identité (1972)
Film gabonais réalisé par Pierre‑Marie Dong. Daniel Odimbossoukou incarne dans Identité  Pierre, un jeune artiste de retour d’Europe en quête d’identité. Le film dure environ 90 minutes et questionne la place du jeune intellectuel africain dans sa société  en l'occurrence le Gabon.

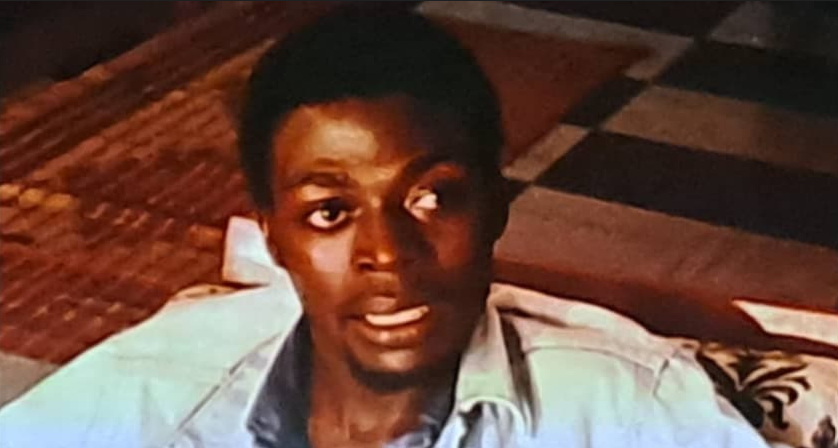
Daniel Odimbossoukou, extrait du film Identité (1972).

### Ayouma (1977 )
Réalisé par Charles Mensah et Pierre‑Marie Dong, ce drame traite de la condition des femmes dans une société traditionnelle. Odimbossoukou figure dans le casting principal aux côtés de Fidèle Gómez, Charlotte Ndong et Jean‑Bosco Pinobouni .

### Équateur (1983)
Daniel Odimbossoukou a joué dans Équateurest long-métrage tourné au Gabon  et réalisé par Serge Gainsbourg une adaptation du Roman de Simenon Le coup de Lune.

### Camp de Thiaroye (1988)
Film d’Ousmane Sembène sur les tirailleurs africains, où Daniel Odimbossoukou apparaît parmi le vaste casting aux côtés d’acteurs comme Ibrahim Sane. Le film a été restauré et présenté au festival de Cannes en 2024.

## Participation à des festivals et rétrospectives
Plusieurs films dans lesquels il joue ont été présentés lors de festivals tels que le Festival international du film d’Amiens (2011), Écrans Noirs (2012) ou des rétrospectives du cinéma gabonais couvrant 1962‑2012.
Le film identité a été  présentée au Festival Cinéma & Liberté à Libreville en juin 2025.

## Filmographie partielle
| Année     | Titre            | Réalisation           | Genre / Rôle                         |
| --------- | ---------------- | --------------------- | ------------------------------------ |
| 1972      | Identité         | Pierre‑Marie Dong     | Pierre, personnage principal         |
| 1977/1978 | Ayouma           | Charles Mensah & Dong | casting principal                    |
| 1983      | Équateur         | Serge Gainsbourg      | acteur dans un casting international |
| 1988      | Camp de Thiaroye | Ousmane Sembène       | membre du casting principal          |

## Héritage et mémoire
Daniel Odimbossoukou incarne la première génération d’acteurs issus du théâtre scolaire gabonais, ayant contribué à établir le cinéma national dans les années 1970‑80, il a apporté ses talents au-delà du Gabon, participant à des productions africaines et internationales, marquant durablement la mémoire culturelle gabonaise . 
Une avenue de Libreville, la capitale du Gabon, porte son nom. 